# باشگاه فوتبال پنوم پن کراون
باشگاه فوتبال پنوم پن کراون یک باشگاه فوتبال حرفه ای در پنوم پن،کامبوج است. این تیم سابقه نایب قهرمانی در جام پرزیدنت آسیا ۲۰۱۱ را دارد.